# Girkhausen (Bad Berleburg)
Girkhausen is een plaats in de Duitse gemeente Bad Berleburg, deelstaat Noordrijn-Westfalen, en telt 867 inwoners (2007).

## Galerij

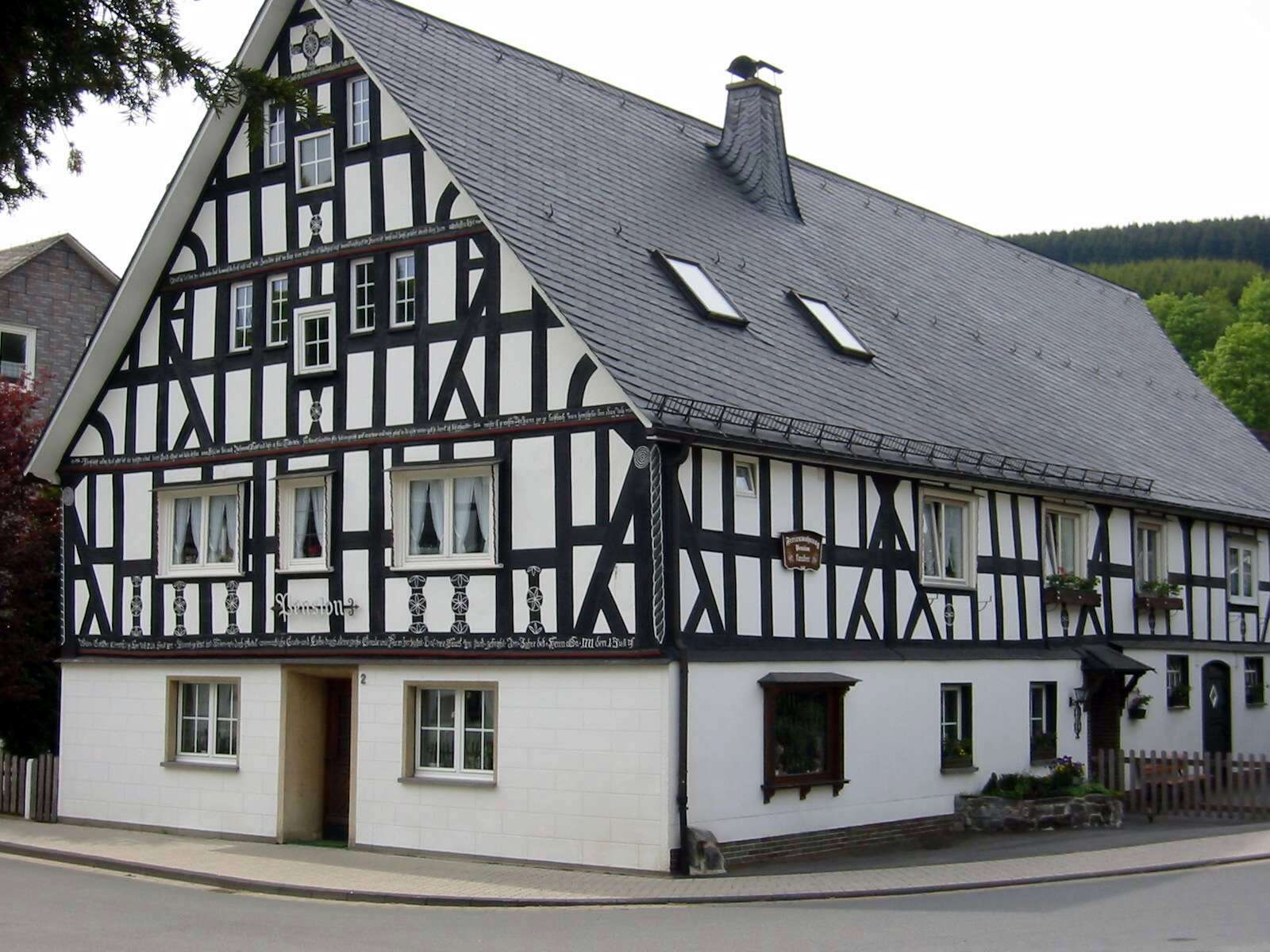
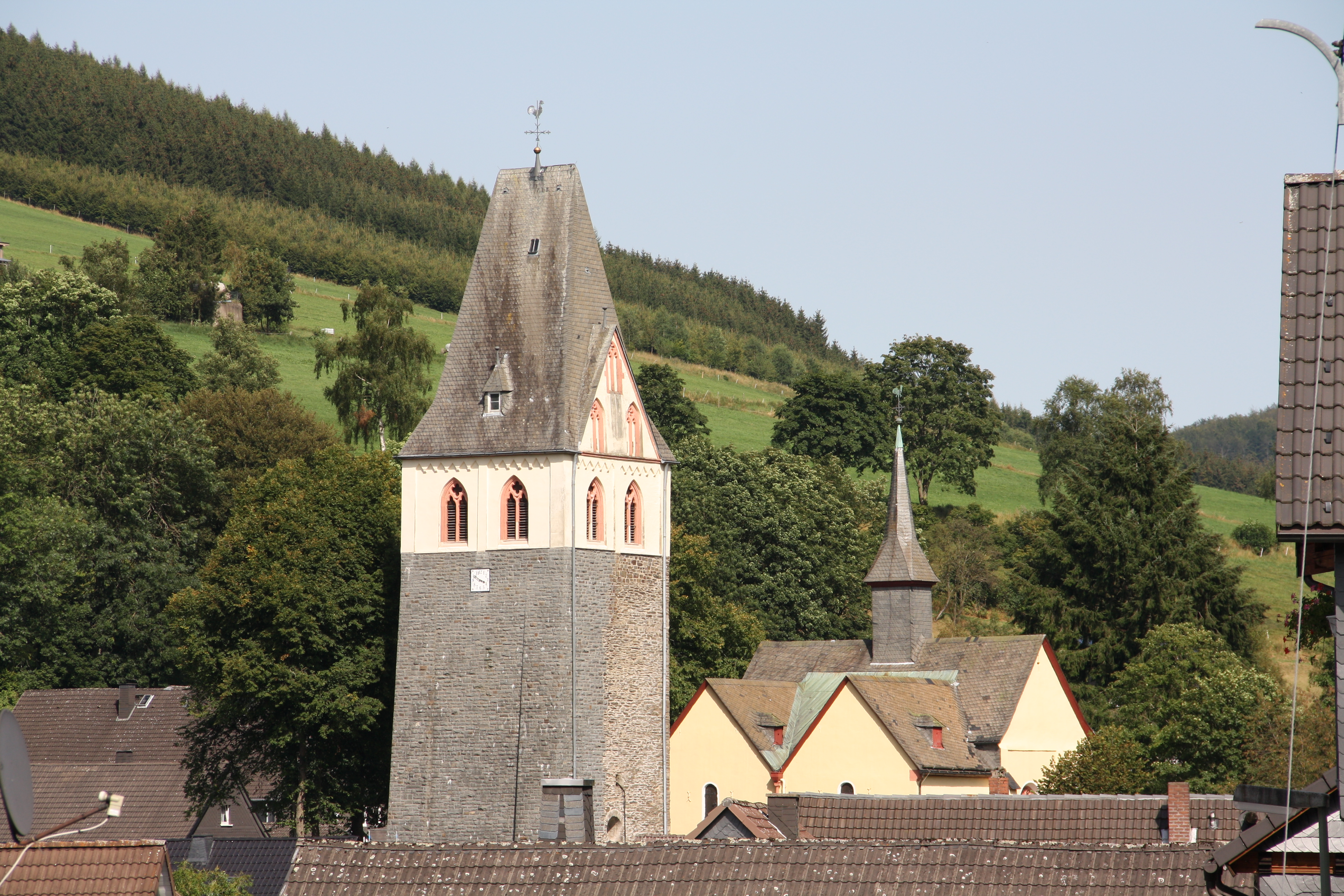
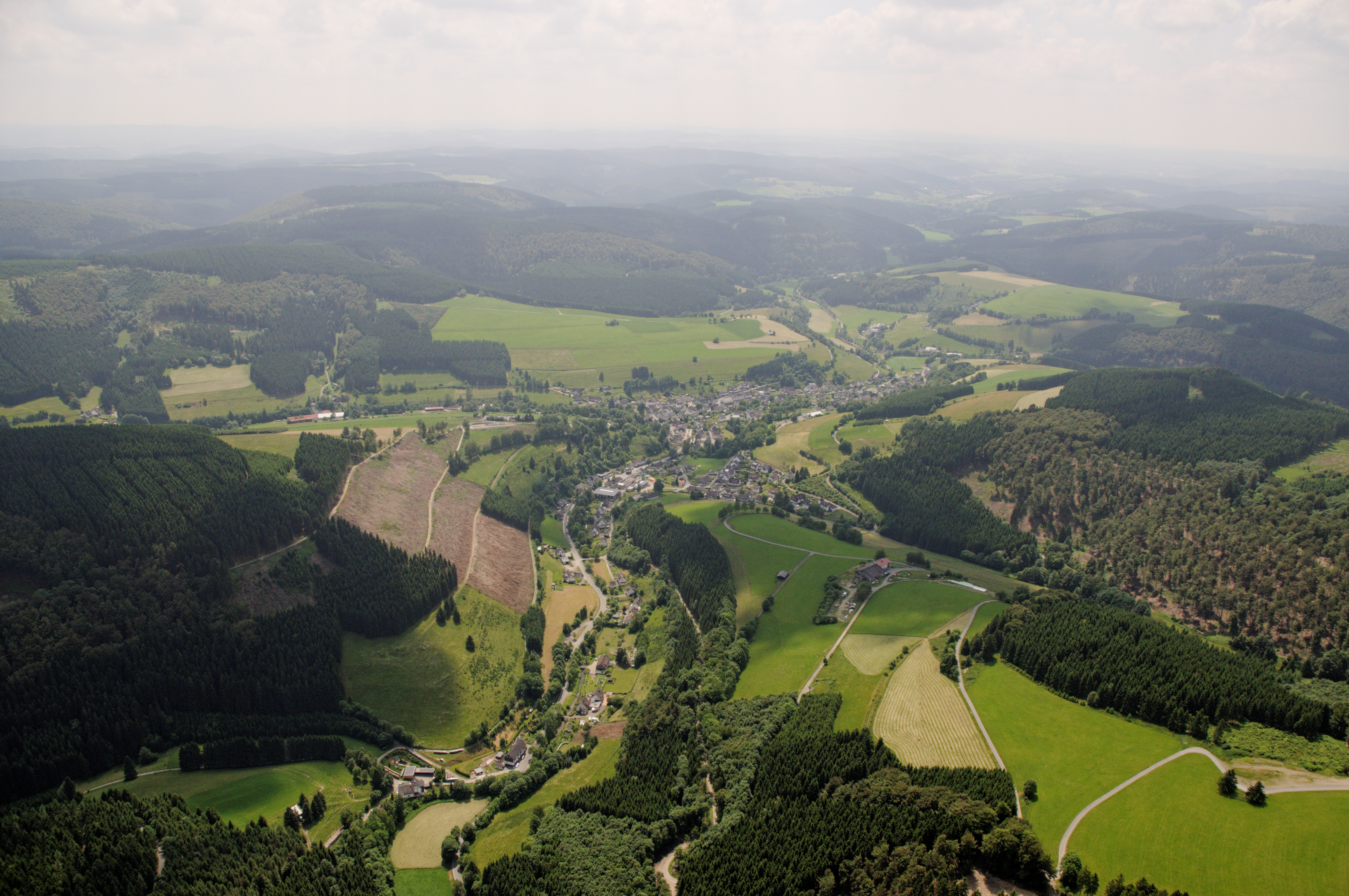